# Primul om pe Lună
Primul om pe Lună (în engleză First Man) este un film american din 2018, regizat de Damien Chazelle și scris de Josh Singer. Este bazat pe cartea cu același nume din 2005 a lui James R. Hansen. A fost lansat în Statele Unite pe 12 octombrie 2018 de Universal Pictures.